# 安食教会
安食教会（あじききょうかい）は、明治初期に誕生した、千葉県栄町にある先駆的農村教会である。現在は日本基督教団に所属する。
東京メソヂスト教会の宣教師ジュリアス・ソーパーと大貫文七により、千葉県印旛郡安食村（現・印旛郡栄町）に伝道が開始され、1878年（明治11年）4月に安食属会（教会）が発足する。同年11月から1年間、相原英賢が定住して伝道を行い、利根川対岸の茨城県まで伝道圏が広がった。相原時代には布鎌に定住し、布鎌、十里、安食の属会があり、十里、安食、芝神、小文間、藤蔵川、須賀などに講義所を設け、小文間と水戸に2つの属会が追加された。これらを総称して、常総メソジスト教会と呼ばれる。さらに中心は布鎌から竜ヶ崎に移り、茨城県の伝道が盛んになった。
1879年（明治12年）に布鎌に会堂が建設された。また、安食にも会堂が建設される。